# Morithamnus
Morithamnus, rod glavočika, dio tribusa Eupatorieae. Postoje 2 vrste, sve su brazilski endemi iz Bahie

## Opis
Rod Morithamnus uključuje dvije vrste koje su porijeklom iz Bahije u Brazilu. Odlikuje se robusnim habitusom, mesnatim, žilavim vegetativnim dijelovima i nasuprotnim listovima s dugim peteljkama.

## Vrste
1. Morithamnus crassus R.M.King, H.Rob. & G.M.Barroso
2. Morithamnus ganophyllus (Mattf.) R.M.King & H.Rob.

## Sinonimi
Nema.